# Sminthopsis virginiae
Sminthopsis virginiae — вид родини сумчастих хижаків. Типовий екземпляр цього невеликого сумчастого втрачено і де Тарраґон не уточнив його місце видобутку. Значення наукової назви virginiae не відоме. Вид зустрічається на півночі Австралії, на півдні Нової Гвінеї, і островах Ару. У Новій Гвінеї живе в лучних саванах. В Австралії вид пов'язаний з савановими рідколіссями, луками, болотистими районами, водно-болотними угіддями, а також сільськогосподарськими ландшафтами, такими як плантації цукрової тростини. Самиці можуть мати до шести або восьми малят у сумці. Вага: 16—58 грамів.

## Загрози та охорона
Немає серйозних загроз, хоча вид потерпає через хижацтво здичавілих і домашніх котів. Зареєстрований на Новій Гвінеї в одній, а в Австралії в багатьох природоохоронних областях.